# Karim Olowu
Alhaji Karim Ayinla Babalola Olowu, né le 7 juin 1924 à Lagos et mort le 14 août 2019 dans la même ville, est un athlète nigérian.
Petit-fils d'Efunroye Tinubu, il est médaillé d'argent à deux reprises lors des Jeux de l'Empire britannique et du Commonwealth de 1954, au saut en longueur et en relais 4x110 yards. 
Il est le premier Nigérian à être porteur de la flamme olympique, lors des Jeux olympiques d'été de 1992 à Barcelone.